# دولک‌لی (آلاداغ)
دولک‌لی (به ترکی استانبولی: Dölekli) یک منطقهٔ مسکونی در ترکیه است که در آلاداغ، آدانا واقع شده‌است.